# Эктель, Василий Петрович
Василий Петрович Эктел (по паспорту Сидоров; род. 26 февраля 1950 г., дер. Лащ-Таяба, Яльчикский район 17.8.2005, Чебоксары, Чувашия) — чувашский писатель, поэт.
Заслуженный работник культуры Чувашской Республики (1999), лауреат премии журнала «Тăван Атăл».
Член СП СССР (1988 год).

## Биография
Получил высшее образование в стенах ЧГПУ, в Московском имени М. Горького литературном институте. Долгое время преподавал в школе. Проходил службу в армии, вернувшись становится архитектором Ялчикского района, затем работает корреспондентом Чувашской телестудии, работал журналах «Ялав» и «Пике» художественным редактором. Руководил фондом чувашских писателей «Калем» и издательством. Скончался в 2005 после болезни.

## Произведения
Василий Петрович разносторонне талантливый литератор, он показал себя во многих жанрах: пламенный публицист, литературовед и искусствовед, прозаик, поэт.
Известные книги:
- «Тĕлĕнтермĕшсем» (1982);
- «Иртнĕ кун çути» (1984);
- «Çĕре тăнлатăп» (1990)
- «Чи хитри» Самый красивый (1991);
- «Шавкăн» (1994);
- «Лили» (1996);
- «Юлашки хĕрлĕ çулçă ташши» (1998);
- «Сăвăр çырми» (1999);
- «Пархатар» (2000);
- «Тăван шкултан инçе çула» (2000);
- «Пĕчĕк тĕнче те аслă» (2002);
- «Грачиный город» (Курак хули, вырăсла, 2000).